# Улица Фильтри
У́лица Фи́льтри, также Фи́лтри-теэ и Фи́льтри те́э (эст. Filtri tee) — улица в Таллине, столице Эстонии.

## География
Пролегает в микрорайоне Юхкентали городского района Кесклинн. Начинается от перекрёстка улиц Юхкентали и Одра, пересекается с улицами Выйстлузе и Тоонела и заканчивается, переходя в улицу Техника.
Протяжённость улицы составляет около 650 метров, в «Списке местных улиц Таллина» от 2016 года указаны 1382 метра, т. к. ранее улица Фильтри включала в себя часть улицы Техника до перекрёстка с улицей Веэренни (Google Maps).

## История
Своё название улица получила в 1926 году.
Общественный транспорт по улице не курсирует.

## Застройка

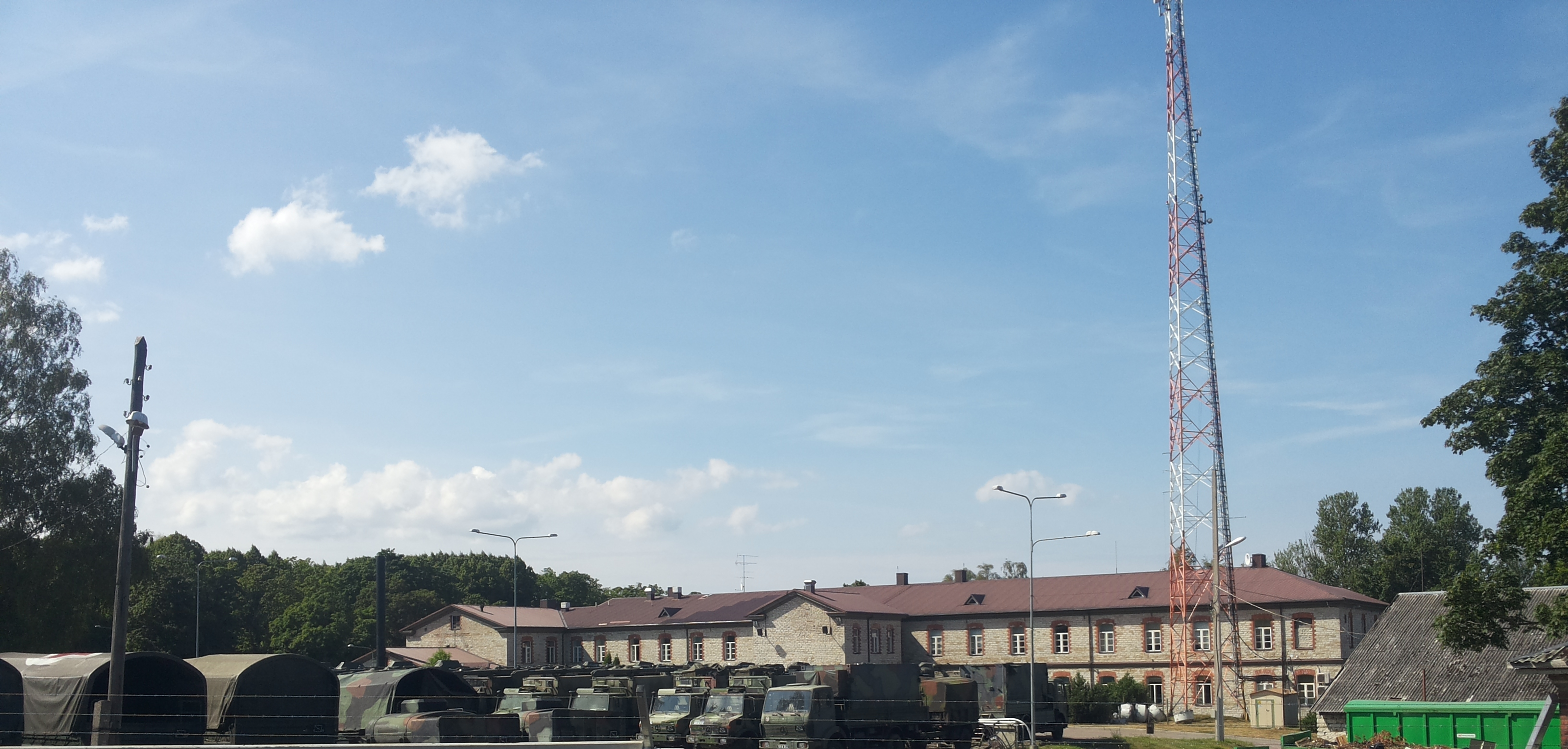
Дом 12, Динабургские казармы

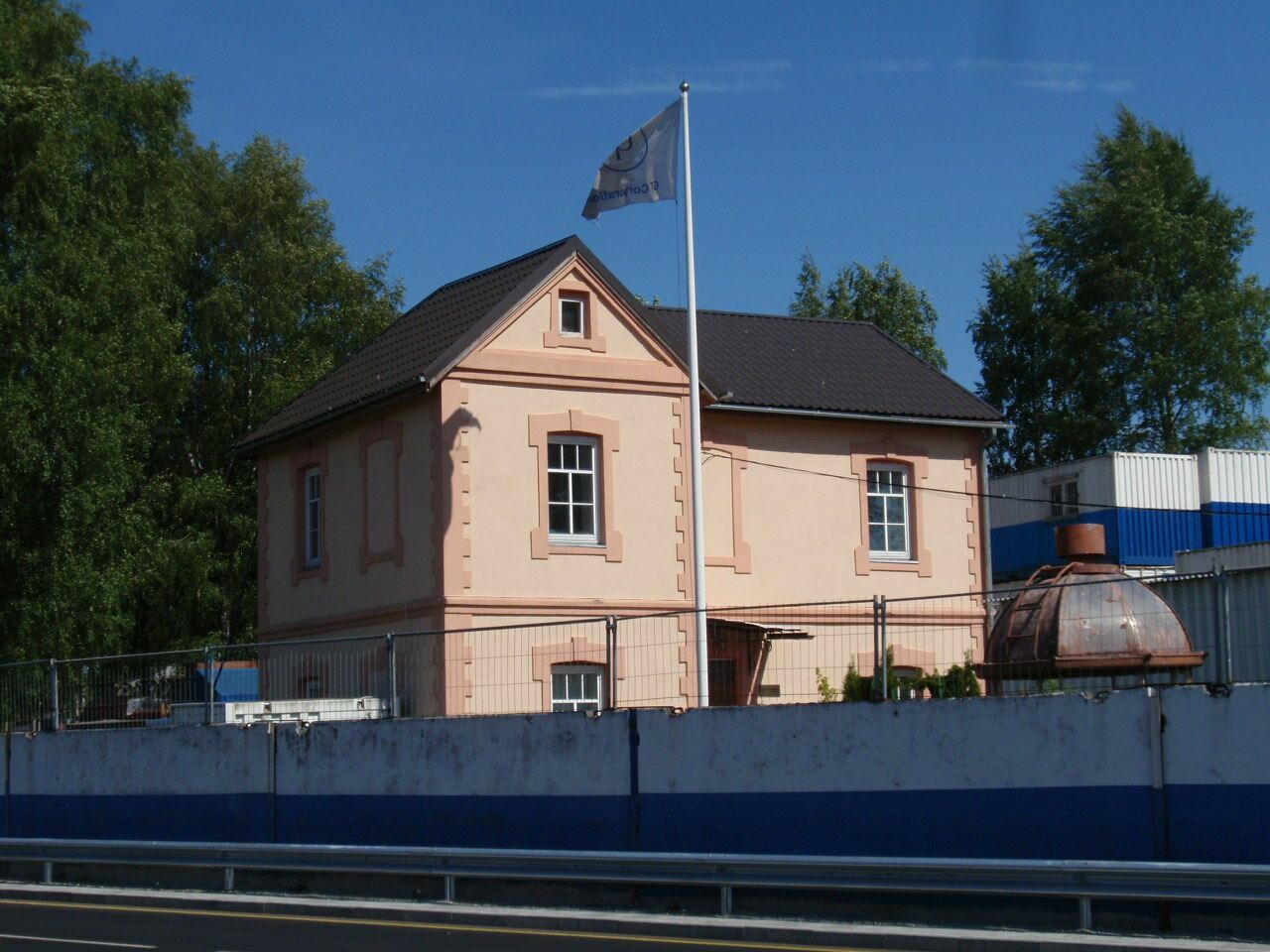
Дом 16, пост Вески (пост Лютера)

До Первой мировой войны в Юхкентали располагалось несколько военных городков, поэтому улица Фильтри имеет в основном историческую застройку, и на ней расположены интересные образцы военной архитектуры начала XX века.
- Filtri tee 1 — ресторан-магазин;
- Filtri tee 3b — одноэтажное производственное здание;
- Filtri tee 5 — казарма царских времён (1914 год);
  - в годы Первой Эстонской Республики здесь размещался 10-й Отдельный пехотный батальон, и в сентября 1923 года казарму переименовали в Новую казарму (казарму Манеэжи);
  - в 1944 году здесь размещались советские трудовые батальоны, затем — части Вооружённых сил СССР. По состоянию на 2023 год здание не использовалось[9];
- Filtri tee 6 — четырёхэтажный квартирный дом (1961);
- Filtri tee 8 — пятиэтажный квартирный дом (1963);
- Filtri tee 10 — ранее казарма царских времён, в 1950 году перестроена в жилой дом, по состоянию на 2023 год здание не использовалось[10];
- Filtri tee 12:
  - в царское время — казармы Двинского 91-го пехотного полка 23-й пехотной дивизии Российской императорской армии (Динабургские казармы), здание штаба и мастерская;
  - в годы Первой Эстонской Республики в казармах размещался связной батальон, и в сентябре 1923 года их переименовали в казармы Юлемисте;
  - в советское время — штаб 14-й дивизии ПВО 6-й Ленинградской Краснознамённой армии ВВС и ПВО СССР;
  - в настоящее время в зданиях размещается штабной и связной батальон Вооружённых сил Эстонии.

Фасады и строительный объём юго-восточного, среднего и северо-западного корпусов казарм внесены в Государственный регистр памятников культуры Эстонии как ;
- Filtri tee 14 (Tehnika tn 173) — Военное кладбище, внесено в Государственный регистр памятников культуры Эстонии как  исторический памятник[12];
- Filtri tee 16 — железнодорожная станция поста Вески (поста Лютера), построена в начале XX века, здание используется[13].

Улица Фильтри
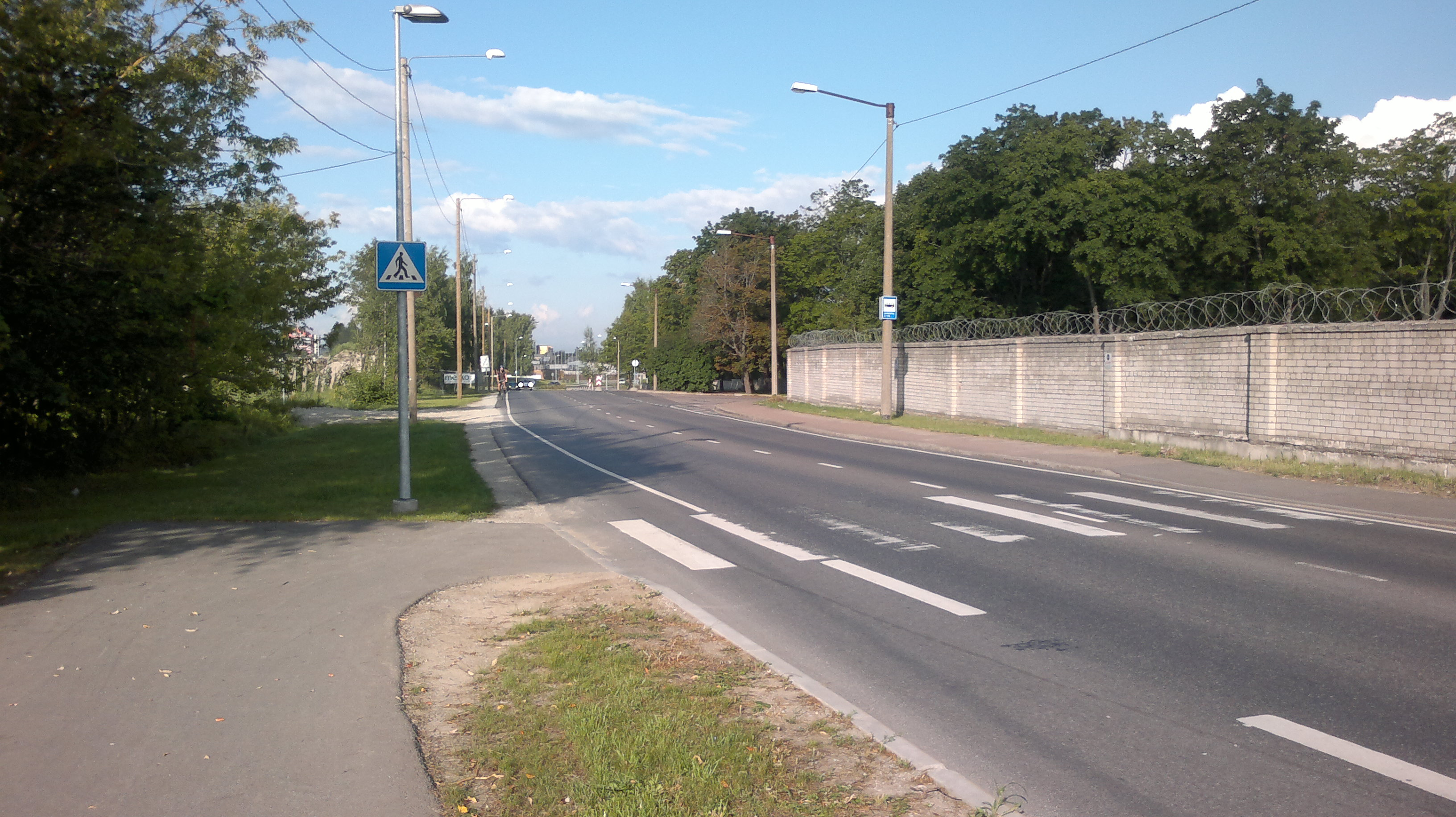
До реконструкции, 2011 год
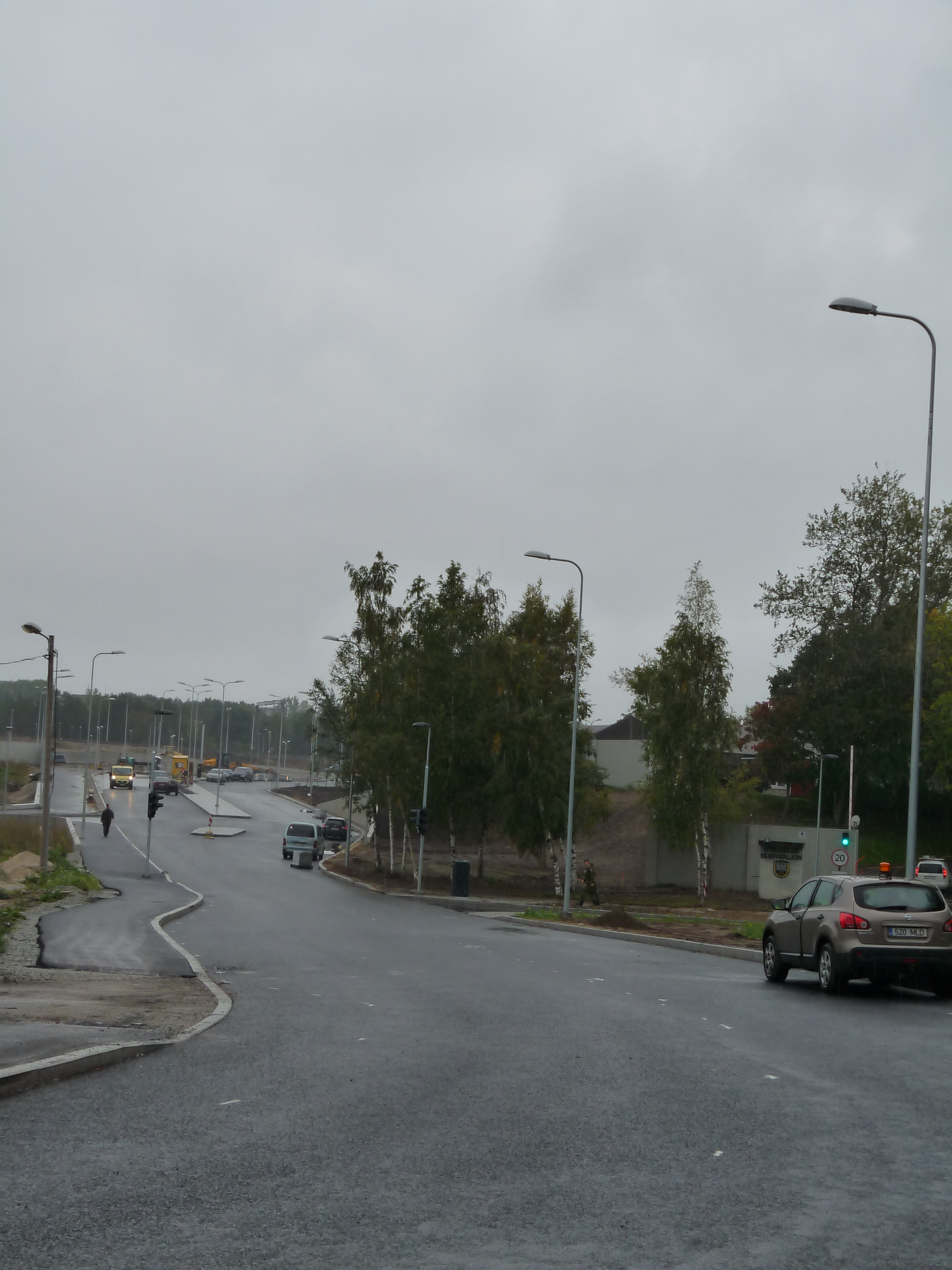
В ходе реконструкции, 2013 год
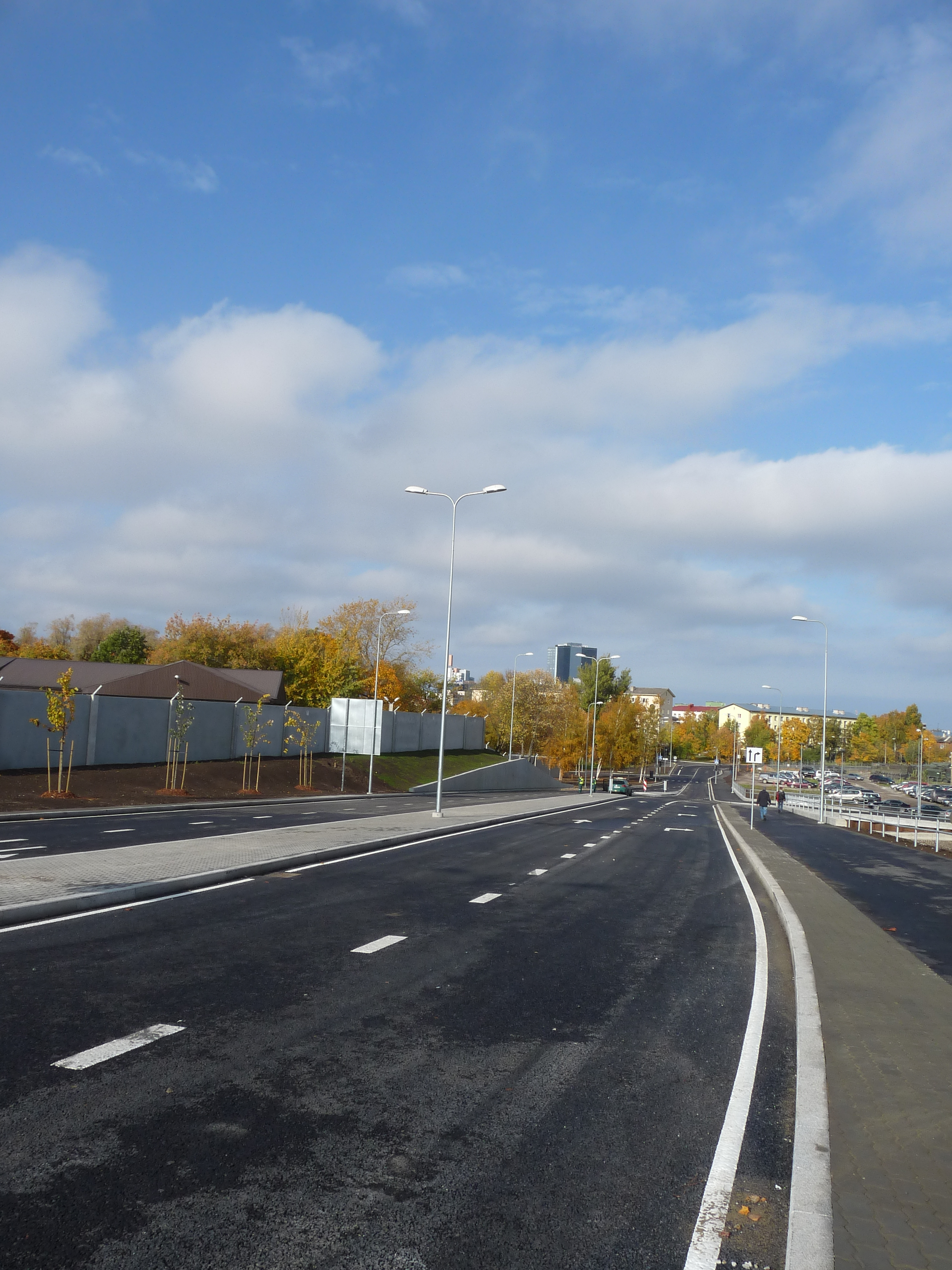
После реконструкции
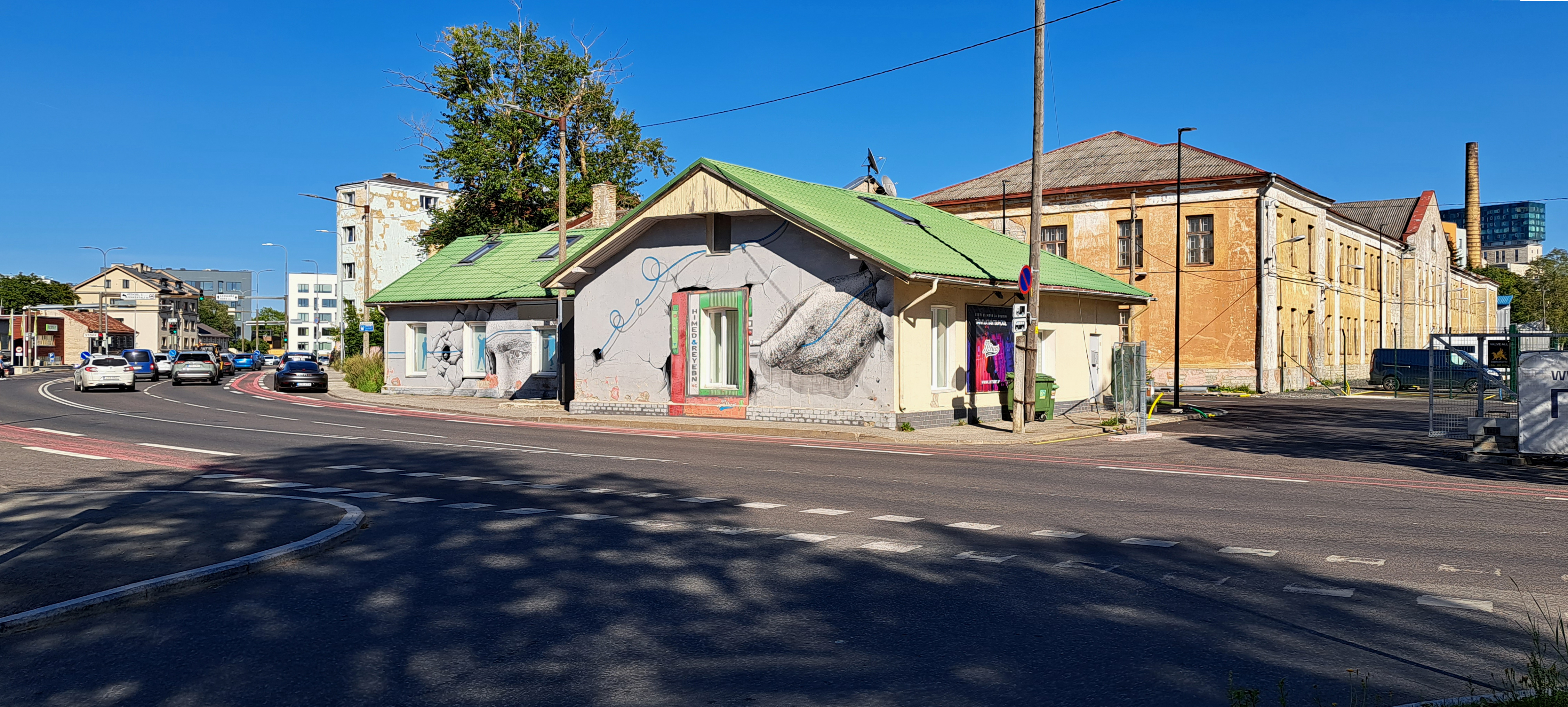
Дом 1, 2023 год
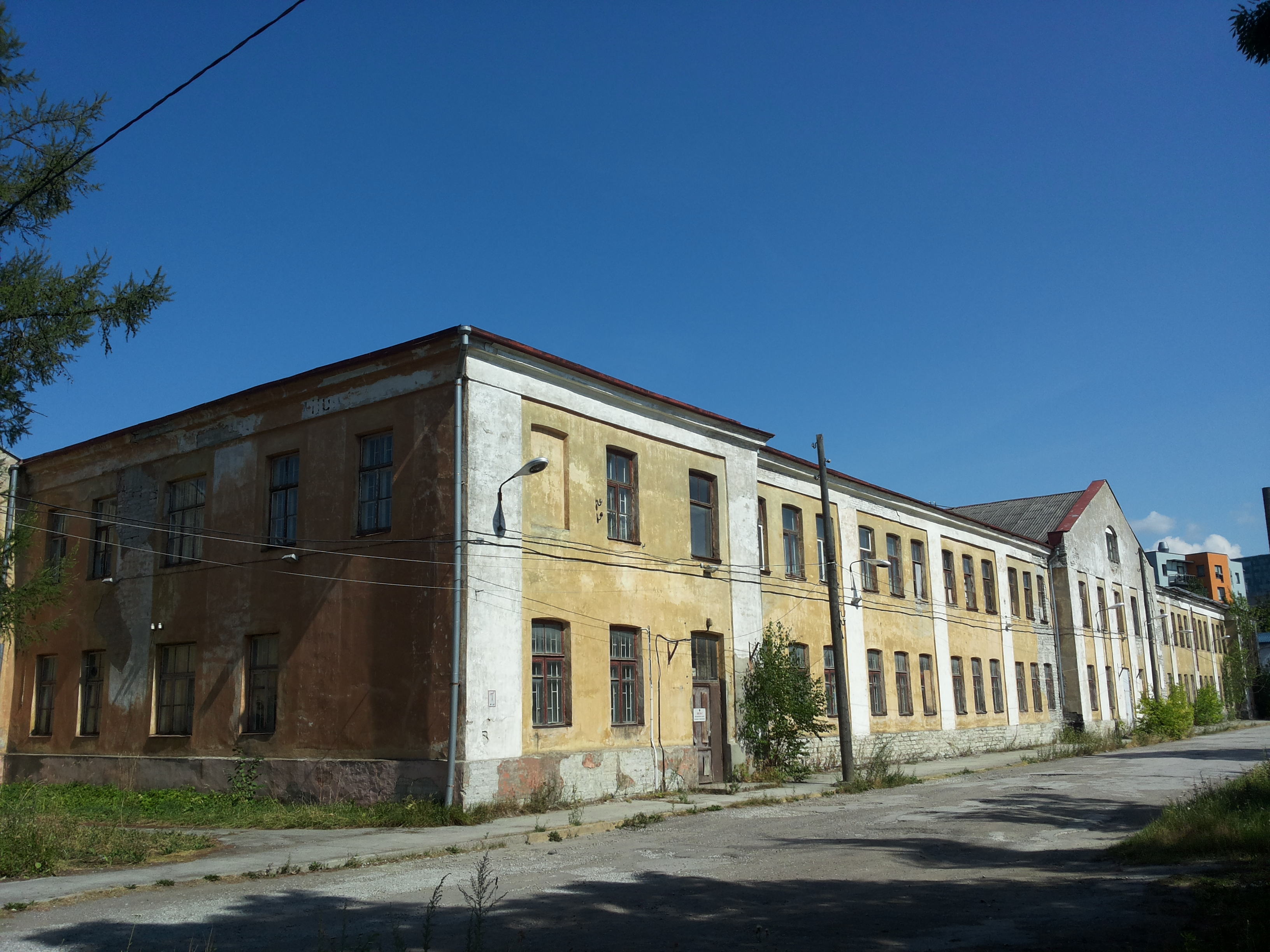
Дом 5, бывшая казарма в 2014 году
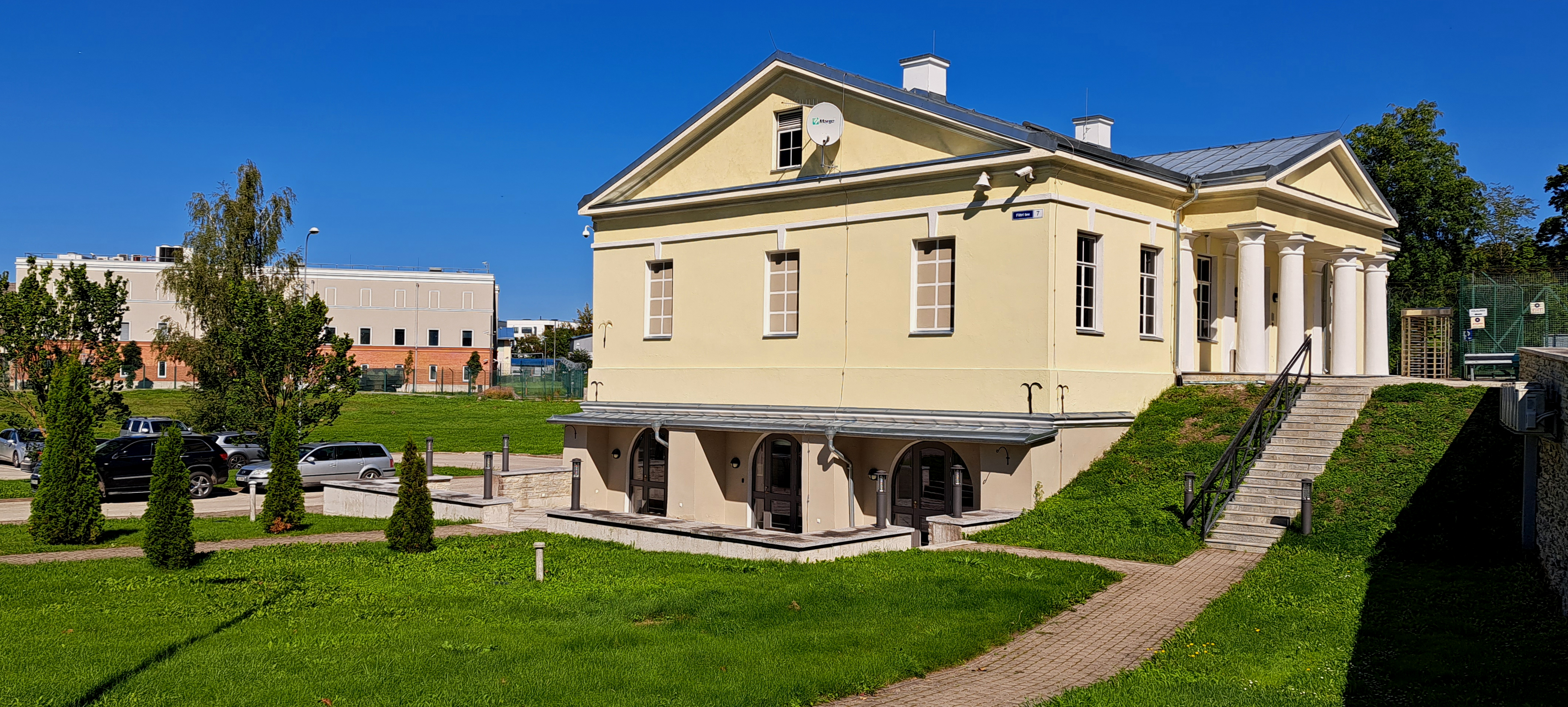
Дом 7, 2023 год
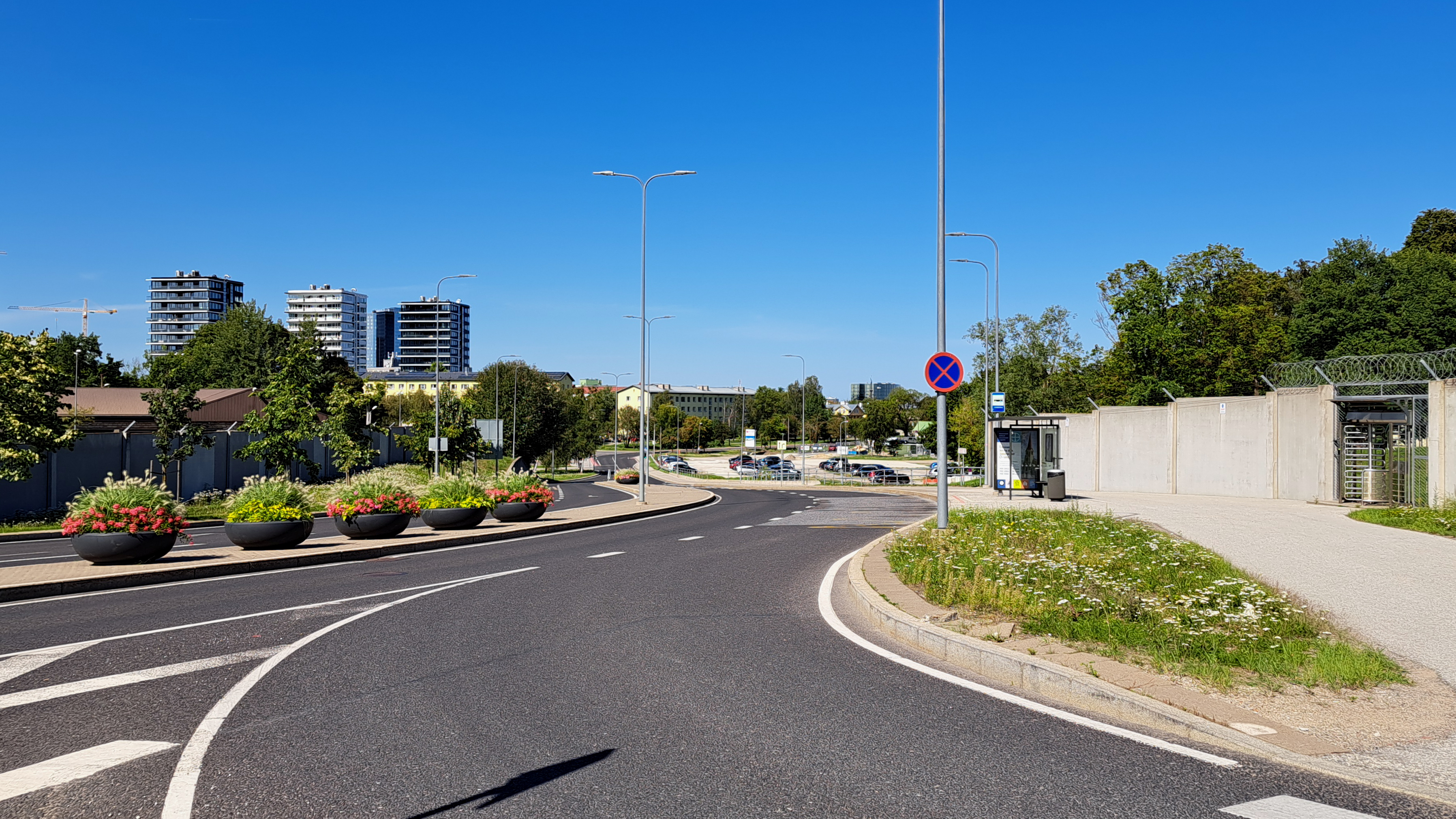
Улица Фильтри перед перекрёстком с улицей Техника, 2023 год
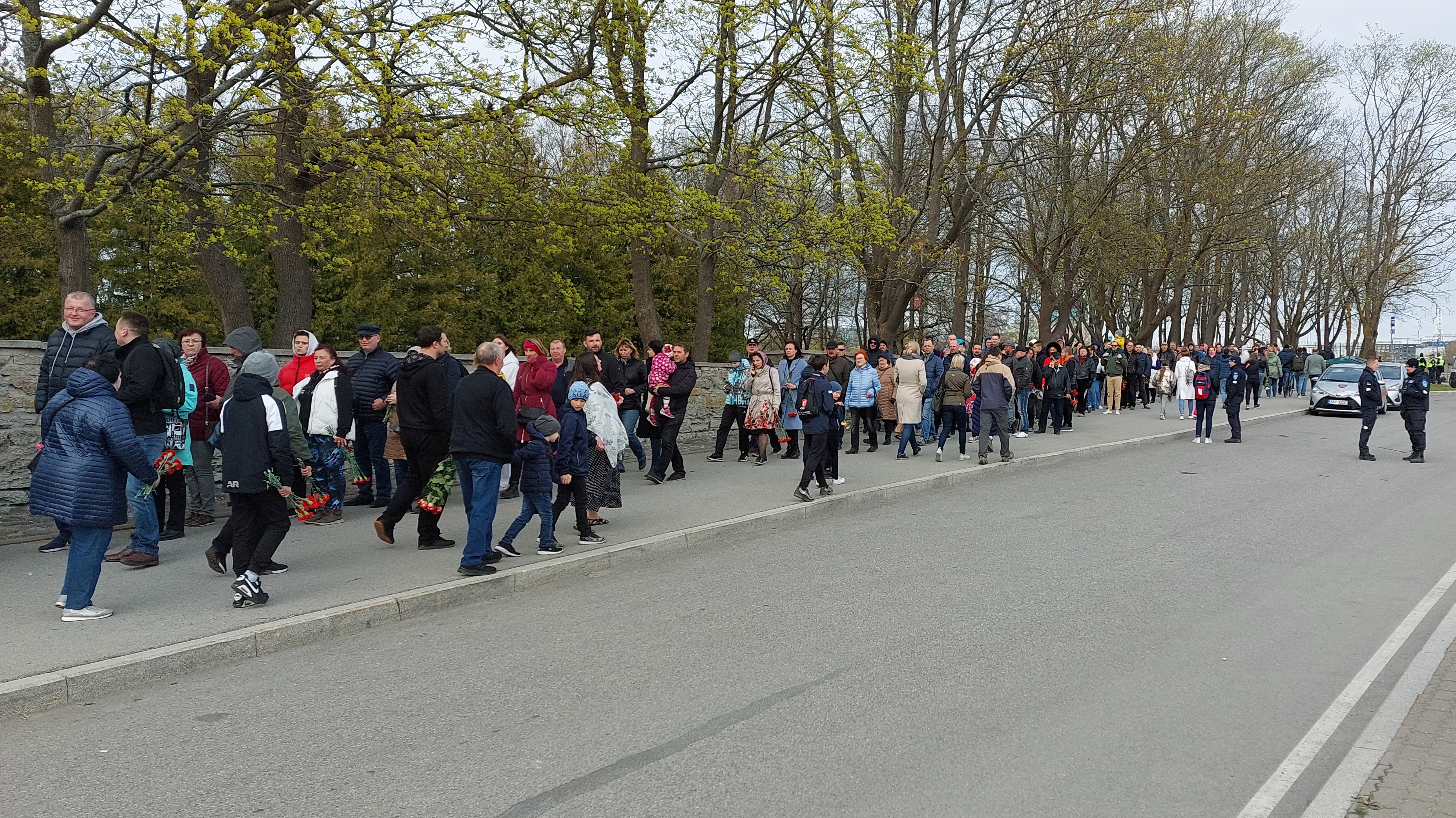
У Военного кладбища 9 мая 2022 года